# 샘 우드

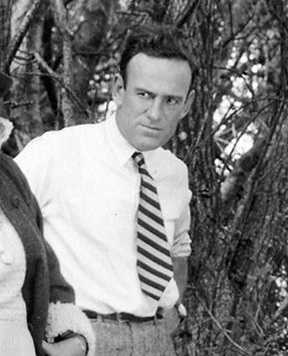

샘 우드(Sam Wood, 1883년 7월 10일 ~ 1949년 9월 22일)는 미국의 영화 감독, 각본가, 배우, 영화배우, 영화 프로듀서이다.
필라델피아에서 태어났으며 할리우드에서 사망하였다. 사인은 심근 경색이다. 포리스트 론 메모리얼 파크에 매장되었다.

## 영화
- 스트래톤 스토리 (1949년)
- 여행 가방 (1945년)
- 누구를 위하여 종은 울리나 (1943년)
- 킹스 로우 (1942년)
- 야구왕 루 게릭 (1942년)
- 데블 앤 미스 존스 (1941년)
- 우리 읍네 (1940년)
- 키티 포일 (1940년)
- 굿바이 미스터 칩스 (1939년)
- 네이비 블루 앤 골드 (1937년)
- 경마장의 하루 (1937년)
- 오페라의 밤 (1935년)
- 캣 앤 더 피들 (1934년)
- 헐리우드 파티 (1934년)
- 홀드 유어 맨 (1933년)
- 데이 러니드 어바웃 위민 (1930년)
- 이츠 어 그레이트 라이프 (1929년)
- 소 디스 이즈 칼리지 (1929년)
- 매혹의 젊은이들 (1926년)